# Peter Hartmann (sculpteur)
Pour l’article homonyme, voir Peter Hartmann.
Peter Alfred Hartmann, né le 19 juin 1921 à Hambourg et mort le 14 novembre 2007 à Genève, est un sculpteur suisse connu pour ses sculptures en bronze installées dans l'espace public à Genève.

## Biographie
Hartmann naît à Hambourg en 1921 d'un père suisse et d'une mère allemande. Il passe son enfance au Caire, en Égypte, où est affecté son père.
Après avoir terminé sa scolarité dans des écoles internationales au Caire, Hartmann se rend en Allemagne pour entamer ses études supérieures. Il obtient son baccalauréat en 1939 et enchaîne avec des études en archéologie à Berlin qu'il interrompt à la suite du déclenchement de la Seconde Guerre mondiale. Il se retrouve à la fin de la guerre à Genève et y étudie la sculpture avec Henri Paquet.
En 1946, Hartmann retourne au Caire où il établit, dans le garage de ses parents, son premier atelier. Par la suite, il parcourt l'Europe en sculptant et étudiant à Florence, Positano, Paris, avant de s'installer, en 1950, à Genève, où il accomplit l'essentiel de sa carrière.
En 1957, Hartmann reçoit sa première grande commande, une statue de la Vierge avec l'enfant Jésus sur son épaule pour la paroisse du Christ-Roi au Petit-Lancy.
En 1959, se tient sa première exposition personnelle.
À la fin de 1968, il obtient sa plus importante commande, la statue de Charles Pictet de Rochemont, installée sur la Promenade de la Treille à Genève.
Parallèlement à son activité de sculpteur, Hartmann travaille comme restaurateur au Musée d'Art et d'Histoire.
À la fin des années 1990, atteint de la maladie de Parkinson, il cesse ses activités professionnelles.
Il meurt à Genève le 14 novembre 2007.

## Galerie

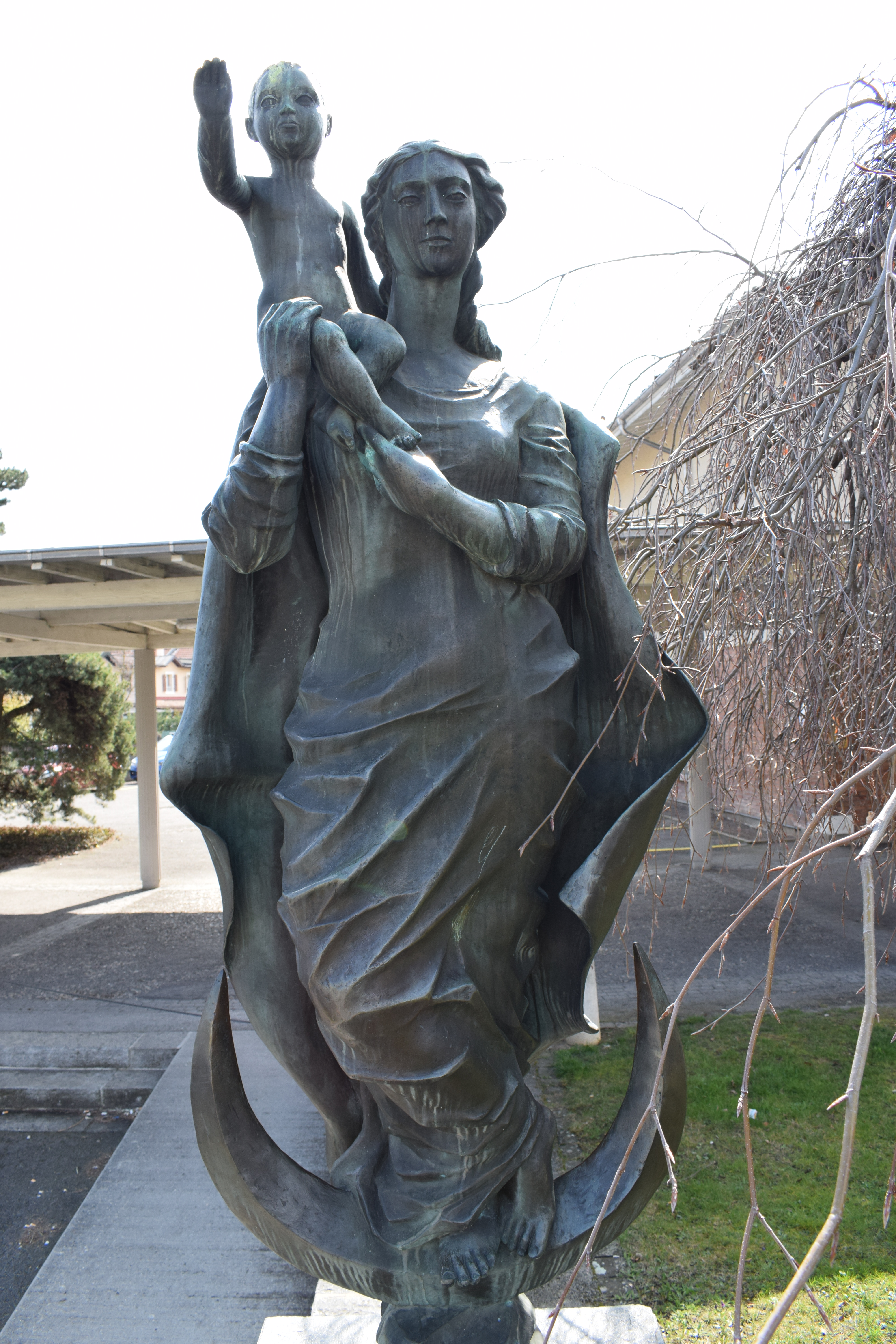
La Vierge (1957)
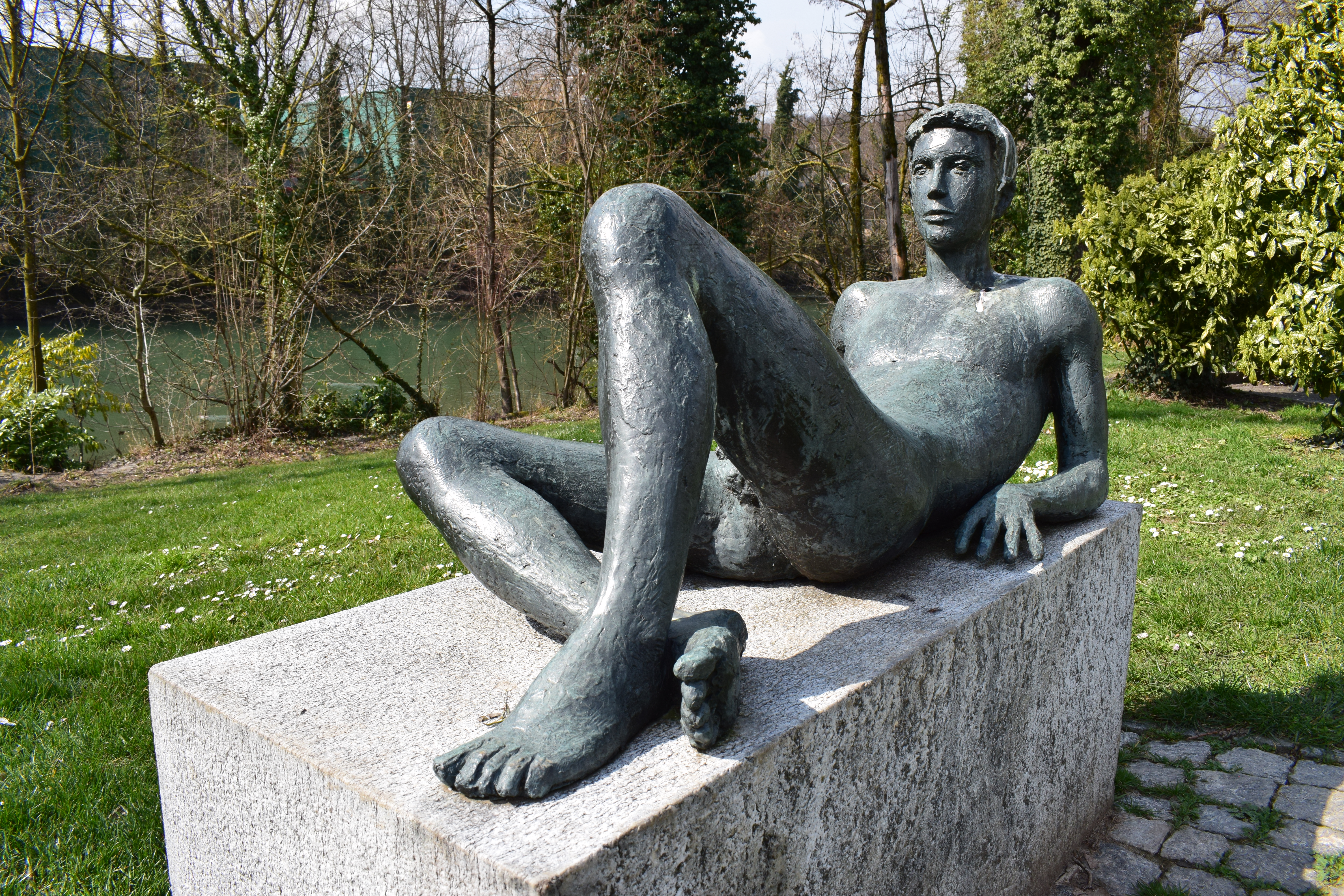
Le repos (1964)
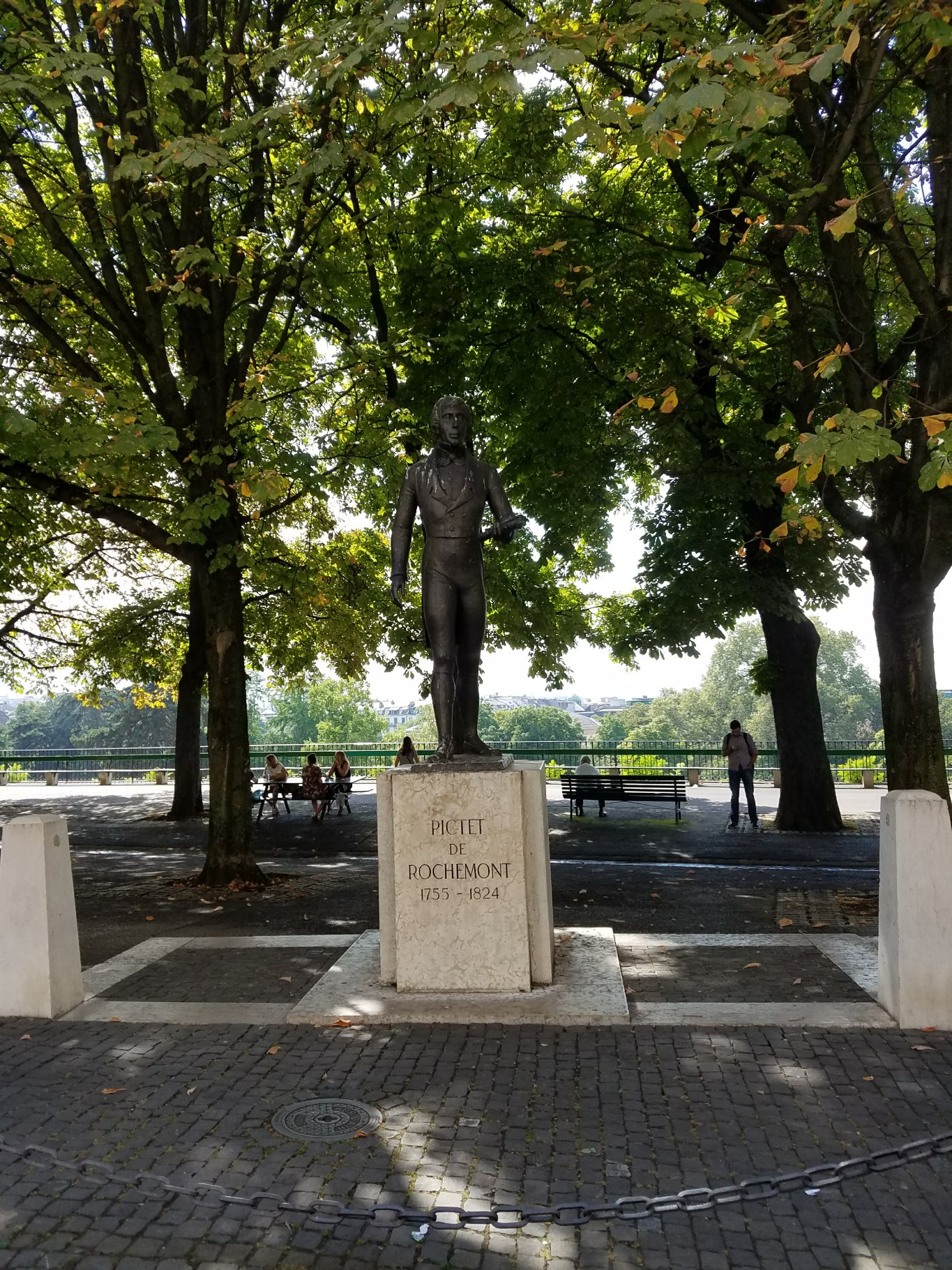
Pictet de Rochemont (1969)
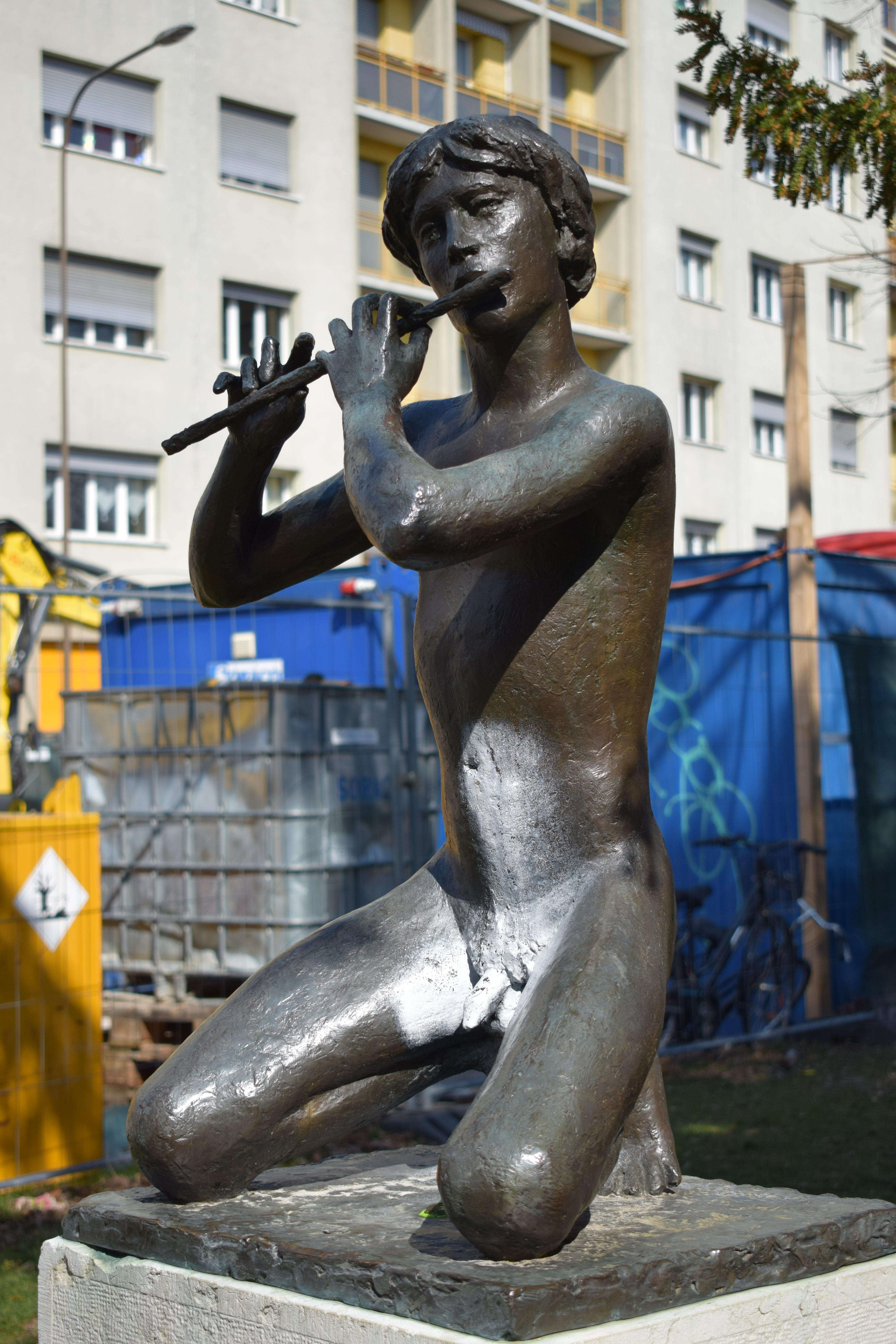
Le flûtiste (1975)